# Merodon crassicornis
Merodon crassicornis är en tvåvingeart som beskrevs av Sack 1913. Merodon crassicornis ingår i släktet narcissblomflugor, och familjen blomflugor.
Artens utbredningsområde är Syrien. Inga underarter finns listade i Catalogue of Life.